# Rifugio del Coston
Il rifugio del Coston (in tedesco  Hintergrathütte) è un rifugio situato nel comune di Stelvio (BZ), in località Solda, nelle Alpi Retiche meridionali (Gruppo Ortles-Cevedale), a 2661 m s.l.m.
Si trova ai piedi del Coston di dentro (Hintergrat), la cresta SSE dell'Ortles, in una posizione panoramica che offre una visione ravvicinata della parete nord del Gran Zebrù e della parete nordest del monte Zebrù. Funge principalmente da punto d'appoggio per le ascensioni alle tre vette citate.

## Storia
Eretto nel 1892 a 2611 m, con la denominazione originaria di Baeckmannhütte, dal nome dell'alpinista di San Pietroburgo che lo donò alle guide alpine di Solda, fu ricostruito nella posizione attuale nel 1922.

## Accessi
Il principale sentiero di accesso, segnavia n. 2, sale da Solda, nei pressi della stazione di partenza della funivia (1916 m). All'altezza della Croda di Beltovo (Legerwand) (2200 m) e della stazione intermedia della funivia, si abbandona la carrareccia che prosegue, con segnavia n. 1, verso il rifugio Città di Milano (2581 m), si attraversa la vallata, caratterizzata dalle morene della Vedretta di Solda, e si risale a tornanti lungo i pascoli del versante opposto, raggiungendo il rifugio in circa 2h30.
Per salire fino all'altezza della stazione intermedia della funivia, è possibile percorrere il sentiero n. 2a, che costeggia con modesta pendenza il rio Solda sul lato opposto al sentiero n. 1-2, ma costringe poi a risalire un breve tratto attrezzato con catene fisse per superare la bastionata rocciosa che chiude questo tratto di valle e raggiungere il terrazzo glaciale superiore su cui è posizionata la stazione.
Un altro sentiero di accesso parte dal Rifugio K2 (2330 m), nei pressi della stazione superiore della Seggiovia Orso, raggiungibile anche a piedi con il sentiero n. 3, e percorre verso sud il Morosiniweg, attraversa il vallone morenico sottostante la vedretta Fine del Mondo (End der Welt Ferner), passa presso il monte del Bersaglio (Scheibenkofel) (2469 m), taglia le pendici orientali della punta del Coston (Hintergratkopf) (2813 m) e risale al rifugio. Tempo di percorrenza: 2h30 (1h20 con seggiovia).

## Ascensioni
- Gran Zebrù (Königsspitze) (3851 m)
- Monte Zebrù (3735 m)
- Ortles (3902 m)

## Traversate
È possibile raggiungere il rifugio Città di Milano (2661 m) attraversando in quota, a circa 2600 m, la vedretta di Solda, in 1.30-2 ore, oppure scendendo alla stazione intermedia della funivia, alla quota di circa 2200 m, attraversando la morena e imboccando il sentiero n. 1, in circa 1h40.
È possibile raggiungere anche il rifugio Tabaretta (2556 m), percorrendo il Morosiniweg fino al Rifugio K2 e proseguendo poi lungo il sentiero n. 10 e 4 (oppure 4a), che attraversano le morene del Ghiacciaio di Marlet e risalgono il pendio del Monte Marlet fino al rifugio. Tempo di percorrenza: 2h30.